# Brodek bezłodygowy
Brodek bezłodygowy (Tortula acaulon (With.) R.H. Zander) – gatunek mchu należący do rodziny płoniwowatych (Pottiaceae Schimp.). 

## Rozmieszczenie geograficzne
Występuje w Ameryce Północnej (Kanada, Stany Zjednoczone, Meksyk), Europie, Azji, północnej Afryce, Nowej Zelandii.

## Morfologia
GametofitListki jajowate do podłużnie lancetowatych.
SporofitSeta bardzo krótka. Puszka długości 0,9–1,3 mm. Perystomu brak.
ZarodnikiZarodniki kuliste, o rozmiarach (25)33–40 µm.

## Systematyka i nazewnictwo
Synonimy: Phascum acaulon With., Phascum cuspidatum Hedw., Phascum piliferum Hedw.